# 1003

## Události
- leden Boleslav III. byl Boleslavem Chrabrým znovu dosazen na český trůn
- Boleslav III. nechal vyvraždit rod Vršovců. V reakci nato vypuklo v českých zemích povstání
- Boleslav Chrabrý ovládl Moravu (do roku 1025 zůstane Polsku) a nakrátko i Čechy.
- Soběslav z rodu Slavníkovců se vrací do Čech po boku Boleslava Chrabrého

## Úmrtí
- leden – Vladivoj, český kníže (* ?)
- 7. února – Rozala Italská flanderská hraběnka a francouzská královna (* ?)
- 4. května – Heřman II. Švábský, švábský vévoda (* ?)
- 12. května – Silvestr II., papež (* kolem 950)
- 6. listopadu – Jan XVII., papež (* ?)

## Hlavy států
- České knížectví – Vladivoj – Jaromír – Boleslav III. Ryšavý – Boleslav I. Chrabrý
- Svatá říše římská – Jindřich II.
- Papež – Silvestr II. – Jan XVII. – Jan XVIII.
- Anglické království – Ethelred II.
- Francouzské království – Robert II.
- Polské knížectví – Boleslav I. Chrabrý
- Uherské království – Štěpán I.
- Kyjevská Rus – Vladimír I.